# Legal Affairs
Legal Affairs ist eine deutsche Fernsehserie. Die erste und bisher einzige Staffel wurde am 17. Dezember 2021 in der ARD Mediathek veröffentlicht und ab dem 19. Dezember 2021 auf Das Erste gesendet.

## Handlung
Im Mittelpunkt der Serie steht die auf Medienrecht spezialisierte Rechtsanwältin Leonie Roth, genannt Leo, die eine eigene Kanzlei in Berlin hat. Durch ihre Tätigkeit für verschiedene prominente Mandanten hat sie deutschlandweite Bekanntheit erlangt. Ihre Aufgabe ist es, diese bestmöglich in der Öffentlichkeit zu vertreten und die Meinung des Publikums zu deren Gunsten zu beeinflussen. Um die Privatsphäre ihrer Mandanten zu schützen und sie gegen öffentliche Kritik zu verteidigen, greift sie mitunter auch zu illegalen Mitteln.
Jede Episode behandelt einen in sich abgeschlossenen Rechtsfall. Daneben gibt es jedoch auch einen fortwährenden Handlungsstrang, der sich durch die gesamte erste Staffel zieht und der Serie somit narrative Kontinuität verleiht.

## Hintergrund
Die Serie basiert auf einer Idee des Medienrechtsanwalts Christian Schertz, der durch die Vertretung zahlreicher Prominenter mediale Bekanntheit erlangte. Er habe Martina Zöllner, Leiterin des Programmbereichs Doku und Fiktion beim Rundfunk Berlin-Brandenburg, gefragt, warum es in Deutschland „keine aufgeladene und vom Look her moderne und knackige, netflix-artige Anwaltsserie“ gebe. Schertz wirkte beratend an der Erstellung der Drehbücher und als Executive Producer an der Serie mit.

## Reale Bezüge
Die Hauptfigur Leo Roth ist an Christian Schertz angelehnt, der einen Cameo-Auftritt als ihr Anwaltskollege hat. Als reale Personen, die von Schertz vertreten wurden, treten Katarina Witt, Inka Bause und Günther Jauch auf. 
Die Musik, die Leos Vater in einer wiederholten Rückblende auf einer Jazzplatte (Federal Feed von Uncarved Block Orchestra) hört, stammt vom Trompeter Till Brönner, der von Schertz ebenfalls vertreten wurde. Die Boulevardzeitung Der Tag spielt auf die Bild-Zeitung an, Drehort des Verlagsgebäudes war der Atrium Tower am Potsdamer Platz. 
Die aktivistische Gruppe Institut für rosige Zeiten aus der Episode Kannibalen wurde mit der Gruppe Zentrum für politische Schönheit verglichen. Die Episode #wannlandetlisa, in der eine Frau vor ihrem Rückflug aus dem Afrika-Urlaub einen Tweet absetzt („Hoffentlich krieg ich jetzt kein AIDS“) und nach ihrer Landung im Zentrum eines Shitstorms steht, bezieht sich auf den Fall der Amerikanerin Justine Sacco, die 2013 einen ähnlichen Tweet absetzte („Going to Africa. Hope I don’t get AIDS. Just kidding. I’m white!“).

## Episodenliste
| Folge | Titel            | Erstveröffentlichung | Erstausstrahlung  | Regie          | Drehbuch                                          | Kamera          |
| ----- | ---------------- | -------------------- | ----------------- | -------------- | ------------------------------------------------- | --------------- |
| 1     | Hexenjagd        | 17. Dezember 2021    | 19. Dezember 2021 | Randa Chahoud  | Christine Henlein, Felice Götze, Lena Kammermeier | Julian Hohndorf |
| 2     | Die Prophezeiung | 17. Dezember 2021    | 19. Dezember 2021 | Randa Chahoud  | Christine Henlein, Felice Götze, Lena Kammermeier | Julian Hohndorf |
| 3     | Kannibalen       | 17. Dezember 2021    | 20. Dezember 2021 | Randa Chahoud  | Christoph Callenberg                              | Julian Hohndorf |
| 4     | Deep Fake        | 17. Dezember 2021    | 20. Dezember 2021 | Stefan Bühling | Christoph Callenberg                              | Jan Prahl       |
| 5     | Schläfers Bruder | 17. Dezember 2021    | 22. Dezember 2021 | Stefan Bühling | Felice Götze                                      | Jan Prahl       |
| 6     | #wannlandetlisa  | 17. Dezember 2021    | 22. Dezember 2021 | Randa Chahoud  | Thomas André Szabó                                | Julian Hohndorf |
| 7     | Braune Soße      | 17. Dezember 2021    | 23. Dezember 2021 | Stefan Bühling | Christoph Callenberg, Florian Wentsch             | Jan Prahl       |
| 8     | Geheimnisverrat  | 17. Dezember 2021    | 23. Dezember 2021 | Randa Chahoud  | Felice Götze                                      | Julian Hohndorf |

## Besetzung

### Hauptrollen
| Rolle                    | Darsteller      | Folgen | Bemerkung                                                                               |
| ------------------------ | --------------- | ------ | --------------------------------------------------------------------------------------- |
| Leo Roth                 | Lavinia Wilson  | 1–8    | Protagonistin, Medienrechtsanwältin mit eigener Kanzlei                                 |
| Elena Caspari            | Maryam Zaree    | 1–8    | Rechtsanwältin in der Kanzlei von Leo Roth                                              |
| Graf Cecil von Carlsburg | Niels Bormann   | 1–8    | Rechtsanwalt in der Kanzlei von Leo Roth                                                |
| Adrian Beshira           | Aaron Altaras   | 1–8    | Praktikant in der Kanzlei von Leo Roth                                                  |
| Mimi Tahar               | Michaela Caspar | 1–8    | arbeitet als private Ermittlerin für die Kanzlei von Leo Roth; war vorher Prostituierte |

### Nebenrollen
| Rolle            | Darsteller      | Folgen     | Bemerkung                                           |
| ---------------- | --------------- | ---------- | --------------------------------------------------- |
| Götz Althaus     | Stefan Kurt     | 1–2, 4–8   | Journalist der fiktiven Boulevardzeitung Der Tag    |
| Jonas Lindberg   | Jacob Matschenz | 1–8        | Investigativjournalist                              |
| Kai Fontaine     | Rainer Sellien  | 1–8        | Innensenator von Berlin, Schwager von Leo Roth      |
| Ulli Fontaine    | Annika Kuhl     | 1–8        | Schwester von Leo Roth, Frau von Kai Fontaine       |
| Thilo Hinrichs   | Sebastian Hülk  | 1–7        | Staatsanwalt, Ex-Lebensgefährte von Leo Roth        |
| Mia Fontaine     | Amelie Klein    | 1–8        | Nichte Leo Roths; Tochter von Kai und Ulli Fontaine |
| Anna Behrmann    | Helene Grass    | 1–5, 8     | Staatssekretärin                                    |
| Claudia Schörnig | Sophie Rois     | 2, 5, 6, 8 | Rechtsanwältin, größte Konkurrentin von Leo Roth    |
| Volker Busse     | Thomas Schendel | 2, 5–7     | Verleger der Boulevardzeitung Der Tag               |

### Gastrollen
| Rolle                  | Darsteller              | Folge      |
| ---------------------- | ----------------------- | ---------- |
| Sophie Jessen †        | Leonie Rainer           | 1–3, 5     |
| César Pérez            | Iván Gallardo           | 1          |
| Júlia Pérez            | Valerie Stoll           | 1          |
| Maria Pérez †          | Ana Kavalis             | 1          |
| Marlen Hinrichs        | Reiki von Carlowitz     | 1          |
| Vincent Paulsen        | Vincent Krüger          | 1          |
| Reporterin             | Tatjana Jury            | 1          |
| Wolf-Dieter Villbrock  | Rainer Winkelvoss       | 1          |
| Frank                  | Jörg Pintsch            | 1          |
| Mann in Schwarz        | Andreas Anke            | 1          |
| Rifatu                 | Timo Fakhraver          | 1          |
| Bernd                  | Tom Jahn                | 1          |
| Herbert Linkowski      | Hubertus Hartmann       | 2, 4–6     |
| Milos Novak            | Slavko Popadic          | 2          |
| Jasna Novak            | Mersiha Husagic         | 2          |
| Boris Klenk            | Roland Wolf             | 2, 6, 7    |
| Jürgen Schott          | Martin Langenbeck       | 2          |
| Felicitas Heilmann     | Marlen Uloska           | 2          |
| Hajo Sandmeyer         | Thomas Lehmann          | 2          |
| Dragan                 | Damir Avdic             | 2          |
| Iva (Kind)             | Greta Kasalo            | 2          |
| Papa Novak             | Marko Pustisek          | 2          |
| Stefan Boll            | Julius Feldmeier        | 3          |
| Saskia Leipold         | Odine Johne             | 3          |
| Max Urban              | Vincent zur Linden      | 3          |
| Dieter Paschke         | Tom Keune               | 3          |
| Janine Strittmatter    | Loretta Stern           | 3          |
| Osaro Buhari           | Bryan Kaime Lomuria     | 3          |
| Anwalt von Paschke     | Mathias Renneisen       | 3          |
| Staatsanwältin Hartung | Anna Brüggemann         | 3, 7, 8    |
| Staatsanwalt Winkler   | Sven Walser             | 3          |
| Dr. Scheffold          | Swetlana Schönfeld      | 3, 4, 7, 8 |
| Richterin Kröger       | Judith von Radetzky     | 3          |
| Headhunter             | Matthias Paul           | 3          |
| Vladi                  | Ivan Doan               | 3, 4, 7    |
| Lutz Birkle            | Steffen Groth           | 4, 6       |
| Ben Birkle             | Paul Michael Stiehler   | 4          |
| Emma                   | Flora Li Thiemann       | 4          |
| Christian Ulreich      | Sven Gerhardt           | 4          |
| Nils Ulreich           | Lenius Anton Jung       | 4          |
| Fotograf               | Johannes Lange          | 4          |
| Christian Schertz      | Christian Schertz       | 4          |
| Heike Wüsthof          | Jenny Schily            | 5          |
| Kommissar Nauroth      | Arndt Schwering-Sohnrey | 5          |
| Richter Belser         | Thomas Bading           | 5          |
| Pascal Darchinger      | Hanno Jusek             | 5          |
| Uwe                    | Rüdiger Rudolph         | 5          |
| Dagmar                 | Lisa Flachmeyer         | 5          |
| Jungkommissar          | Robin Meisner           | 5          |
| Jungkommissarin        | Claudia Heinz           | 5          |
| Ältere Nachbarin       | Heide Simon             | 5          |
| Lisa Hamann            | Camille Dombrowsky      | 6          |
| Bundespolizist         | Dirk Schoeden           | 6          |
| Mann mit Maseballkappe | Holger Bülow            | 6          |
| Flugbegleiterin        | Blessing Osadolor       | 6          |
| Sicherheitschef        | Hans-Jürgen Alf         | 6          |
| Leo Roth (11 Jahre)    | Helena Pieske           | 6, 8       |
| Leo Roth (14 Jahre)    | Emilia Pieske           | 6, 8       |
| Gunther Roth           | Johannes Suhm           | 6, 8       |
| Sabine Leuken          | Muriel Baumeister       | 7          |
| Pia Neumann            | Lena Reinhold           | 7          |
| Wilken Neumann         | Axel Wandtke            | 7          |
| Anwalt von Wilken      | Peter Zimmermann        | 7          |
| Stefan Leuken          | Ole Eisfeld             | 7          |
| Richterin Seyfried     | Hilke Altefrohne        | 7          |
| Albert Leuken          | Paul Hamm               | 7          |
| Fritzi Leuken          | Katharina Weitzendorf   | 7          |
| Leni Leuken            | Heidi Tebroke           | 7          |
| Inka Bause             | Inka Bause              | 7          |
| Günther Jauch          | Günther Jauch           | 7          |
| Richter Ibrahim Salam  | Husam Chadat            | 8          |
| Nana Kempf             | Lena Kupke              | 8          |
| Nic Caspari            | Björn von der Wellen    | 8          |
| Katarina Witt          | Katarina Witt           | 3          |

## Kritiken
„Durch die Strategie, je einen abgeschlossenen Fall pro Folge zu erzählen und darüber hinaus eine durchgehende Handlung rund um die Verstrickung von Leo Roth in einen Selbstmord, vergeht in der ARD-Serie keine Sekunde, in der nicht etwas passiert. ‚Legal Affairs‘ ist extrem schnell erzählt, greift wichtige Themen auf und wartet mit mehrdimensionalen Figuren auf. Das alles macht die acht Folgen so sehenswert.“

„‚Legal Affairs‘ will spannend unterhalten, in jeder Folge gibt es einen neuen Fall, während sich die Ermittlung in eigener Sache über die Folgen hinweg zum Drama entwickelt. Hier erlebt die schön fies auftretende Anwältin [...] ihren Kontrollverlust. Der ist bitter nötig, denn sonst wär’s ein wenig eindimensional, wenn Roth im stets drohenden Ton ihre Fälle nur gewänne. [...]  Die Stärken des Plots wiegen die zuweilen aufgesetzt wirkende verbale Kraftprotzerei mehr als auf.“

„Mit dieser Serie ist das deutsche Fernsehen endgültig im Jahr 2021 angekommen [...] Lavinia Wilson führt das grandiose Schauspiel-Ensemble an, als ihr Anwalt-Team glänzen Maryam Zaree, Niels Bormann, Aaron Altaras und Michaela Caspar."“

„Hohes Tempo, schnelle Schnitte, Blitzlichtgewitter und immer neue Fälle – Langeweile kommt bei dieser Serie nicht auf. [...] Der rote Faden, den die Headautorinnen Lena Kammermeier und Felice Götze dabei auslegen, ist äußerst belastbar.“

„Eine Story von stark unterdurchschnittlicher Plausibilität über achtmal 45 Minuten zu ziehen, fällt selbst erfahrenen Kaugummikauern wie Mimi schwer. Da müssen also jede Menge sinnarme Nebengeschichtlein rein; aber das kennen wir ja aus dem Tatort.“